# Marco Rizzo (scénariste)
Pour les articles homonymes, voir Marco Rizzo et Rizzo.
Marco Rizzo (né le 24 octobre 1983) est un scénariste de bande dessinée et journaliste italien, surtout connu pour ses reportages en bande dessinée.

## Biographie
Journaliste professionnel depuis 2009, il a collaboré avec diverses publications dont L'Isola possibile, Giornale di Sicilia, Fumo di china, et l'agence de presse ANSA. Il est le fondateur du portail Comicus.it et, avec Sergio Algozzino, de la revue d'anthologie expérimentale Mono, publiée par Tunué. Il a travaillé comme éditeur et traducteur pour Edizioni BD et Magic Press. Depuis 2010, il travaille dans ce rôle pour Panini Comics, l'éditeur pour lequel il édite des publications liées aux X-Men. De 2010 à 2014, il a également travaillé pour L'Unità, pour laquelle il tient le blog Mumble Mumble, sur la bande dessinée et l'actualité.
En tant que scénariste de bandes dessinées, il produit des histoires courtes de différents genres (science-fiction, roman noir, super-héro et commentaire social) aux romans comiques. Il collabore beaucoup avec Lelio Bonaccorso, un illustrateur Italien bien connu, mais il se consacre particulièrement au nouveau genre du "journalisme graphique". 

## Publications en français
- Mafia tabloïds : L'histoire vraie d'un journaliste face à la Cosa Nostra, avec Francesco Ripoli, Ankama Éditions, coll. « Hostile holster », 2011  (ISBN 978-2-359-10209-3).
- Jan Karski : L'homme qui a découvert l'holocauste, avec Lelio Bonaccorso (it), Steinkis, 2014  (ISBN 979-1-09-009055-2).

## Récompense
- 2008 : Prix Micheluzzi de la meilleure bande dessinée pour Mafia tabloïds : L'histoire vraie d'un journaliste face à la Cosa Nostra (avec Francesco Ripoli)